# Valmet L-70 Vinka
Valmet L-70 Vinka — финский военно-тренировочный самолёт. Было произведено 30 единиц, 28 из которых остаётся на вооружении ВВС Финляндии. Они базируются в Академии ВВС в окрестностях города Йювяскюля. Не экспортировался за рубеж (попытки продавать машину под именем L-70 Miltrainer не увенчались заказами), однако стал базой для Aermacchi M-290 RediGO.

## Описание
Первый полёт прототип совершил в 1975 году. Экипаж 2 человека — ученик и инструктор. Крейсерская скорость самолёта 222 км/ч. Вес пустой машины 767 кг. Существует в двух вариантах.

## История службы
На службе с 1980 года, поставки самолётов продолжались до 1982. Финские пилоты должны были налетать на этом типе около 100 часов прежде чем начать тренировки на Hawker Siddeley Hawk.